# Schwatka Islands
Schwatka Islands är öar i Kanada.   De ligger i territoriet Nunavut, i den nordöstra delen av landet, 2 800 km nordväst om huvudstaden Ottawa. Arean är 22,1 kvadratkilometer.
Terrängen på Schwatka Islands är platt. Öns högsta punkt är 53 meter över havet. Den sträcker sig 8,1 kilometer i nord-sydlig riktning, och 5,7 kilometer i öst-västlig riktning.